# Rio – Rainbow Gate!
Rio – Rainbow Gate! ist eine Anime-Fernsehserie die im Animationsstudio Xebec unter der Regie von Takao Kato produziert wurde und erstmals 2011 im japanischen Fernsehen ausgestrahlt wurde. Sie basiert auf der Rio-Pachinko-Reihe der Unternehmen Net und Tecmo Koei Wave (ehemals Tecmo) und handelt von der Frau Rio, die überaus großes Glück beim Glücksspiel besitzt und dieses auch auf andere Spieler übertragen kann.

## Handlung
In der Zukunft spielend, befindet sich auf einer Insel das Howard Resort (ハワードリゾート) in dem Rio „Rollins“ Tachibana (リオ・ロリンズ・タチバナ) als Croupier arbeitet. Sie besitzt die Fähigkeit den Teilnehmern der Spiele unheimliches Glück zu bescheren, wobei allein ihre Anwesenheit ausreicht. Aus diesem Grund verdiente sie sich den Spitznamen „Shori no Megami“ (勝利の女神, „Göttin des Gewinnens“) und ist auf der Insel überaus bekannt.
Eines Tages bekommt sie Besuch von dem jungen Mädchen Mint Clark (ミント・クラーク) das ihren Großvater bei einem Besuch des Casinos begleitete. Dabei werden die beiden schnell sehr gute Freunde. Jedoch verändert sich Rios Leben schlagartig als sie in den Besitz einer der 13 legendären Spielkarten, Gates genannt, gelangt und sie sich bei einem Tournament um den Titel der MVCD (Most Valuable Casino Dealer) beteiligen soll. Dadurch steht ihre Reputation auf dem Spiel und Rio sieht sich gezwungen gegen die weltbesten Glücksspieler anzutreten. Begleitet wird sie dabei ebenfalls von ihrer jüngeren Schwester Rina Tachibana (リナ・タチバナ) zu der Rio eine enge Freundschaft besitzt, die ihrerseits aber Rio als Rivalin sieht.
Ebenso steht Rio in engen Kontakt zu ihren zahlreichen Freundinnen, die sich hauptsächlich aus dem Personal zusammensetzen. Zu diesen gehören die Schauspielerin Rosa Canyon (ローザ・キャニオン), die zugleich ihr Vormund ist, Tiffany Abbot (ティファニー・アッボット) und die Geschwister Rina Adams und El Adams (リナ・タチバナ, エル・タチバナ). Letztere beide geben in den Spielen zumeist eine Erklärung zu dessen Verlauf. Zugleich wird Rio zur Ausbilderin von der eher schüchternen Russin Anya Helsing (アーニャ・ヘルシング), die zugleich der Rolle einer Dojikko gerecht wird und eine Kettenreaktion von Unfällen nach der anderen herbeiführt. Unterstützung findet sie ebenfalls durch den Leiter des Casinos Tom Howard (トム・ハワード), der jedoch eine eher einseitige Liebesbeziehung zu Rio pflegt und von perversen Gedanken durchtrieben ist. Als Nebenfigur tritt Linda (リンダ(LINDA-R-2007)) auf, deren Beziehung zu Rio rätselhaft ist.

## Entstehung und Veröffentlichungen
Die Anime-Fernsehserie Rio – Rainbow Gate! entstand unter der Regie von Takao Katō im Animationsstudio Xebec. Das Drehbuch der Serie schrieb Mayori Sekijima und die Produktion übernahm Shinji Horikiri. Das Design der Charaktere wurden unterdessen von Hisashi Shimura entworfen, während Atsushi Umebori die Musik komponierte und arrangierte.
Die Erstausstrahlung der 13 Folgen erfolgte vom 4. Januar bis 29. März 2011 auf Tokyo MX. Ein paar Tage später begannen ebenfalls die Sender MBS, TV Aichi, BS11 Digital und AT-X mit der Übertragung. Ebenfalls wurde die Serie parallel zur Fernsehausstrahlung auf dem Bezahldienst Crunchyroll mit englischem Untertitel bereitgestellt, der sich eine kostenlose Übertragung mit einwöchiger Verzögerung anschloss.
Zwischen dem 29. April und dem 19. Oktober 2011 wurde die Serie auf DVD und Blu-Ray veröffentlicht, wobei dabei eine Bonusfolge hinzukam.

### Synchronisation
| Rolle                   | japanischer Sprecher (Seiyū) |
| ----------------------- | ---------------------------- |
| Rio „Rollins“ Tachibana | Marina Inoue                 |
| Mint Clark              | Ayana Taketatsu              |
| Mr. Clark               | Katsumi Chou                 |
| Rosa Canyon             | Kaori Shimizu                |
| Tiffany Abbot           | Saki Nakajima                |
| Linda                   | Yōko Hikasa                  |
| Elvis                   | Hiroki Takahashi             |
| Rina Tachibana          | Chiaki Takahashi             |
| El Adams und Il Adams   | Aya Uchida                   |
| Tom Howard              | Kōji Ishii                   |
| Dana                    | Minori Chihara               |
| Karutia                 | Sayaka Ohara                 |
| Anya Helsing            | Yukari Fukui                 |

### Musik
Im Vorspann der Serie wurde der Titel Sekai to Issho ni Mawarō yo! (世界と一緒にまわろうよ!) verwendet, der von den Seiyū der Serie, Marina Inoue, Ayana Taketatsu, Chiaki Takahashi und Yōko Hikasa interpretiert wurde. Der Abspann war mit dem Titel Miracle☆Chance (みらくる☆ちゃんす) unterlegt, der von ULTRA-PRISM interpretiert wurde, die erst kurz zuvor mit dem Titel Shinryaku no Susume☆ zur Serie Shinryaku! Ika Musume ihren Durchbruch hatten.